# Metropolitan Borough of Fulham

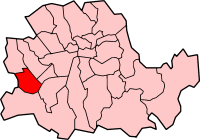
Lage von Fulham im früheren County of London

Der Metropolitan Borough of Fulham war ein Bezirk im Ballungsraum der britischen Hauptstadt London mit dem Status eines Metropolitan Borough. Er existierte von 1900 bis 1965 und lag im Westen der ehemaligen Grafschaft County of London.

## Geschichte
Fulham war ursprünglich ein Civil Parish in der Grafschaft Middlesex. 1834 wurde Hammersmith abgetrennt, das sich selbständig machte. Ab 1855 gehörte die Gemeinde zum Einzugsgebiet des Zweckverbandes Metropolitan Board of Works. 1889 gelangte Fulham zum County of London, elf Jahre später folgte die Umwandlung in ein Metropolitan Borough.
Bei der Gründung von Greater London im Jahr 1965 entstand aus der Fusion der Metropolitan Boroughs Fulham und Hammersmith der London Borough of Hammersmith and Fulham.

## Statistik
Die Fläche betrug 1707 Acres (6,91 km²). Die Volkszählungen ergaben folgende Einwohnerzahlen:
Civil parish:
| Jahr      | 1801  | 1811  | 1821  | 1831  | 1841  | 1851   | 1861   | 1871   | 1881   | 1891   |
| Einwohner | 4.428 | 5.903 | 6.492 | 7.317 | 9.319 | 11.886 | 15.539 | 23.350 | 42.900 | 91.639 |

Metropolitan Borough:
| Jahr      | 1901    | 1911    | 1921    | 1931    | 1951    | 1961    |
| Einwohner | 137.289 | 153.284 | 157.938 | 150.928 | 122.064 | 111.791 |